# 普羅格雷蘇 (新墨西哥州)
普羅格雷蘇（英語：Progresso）是位於美國新墨西哥州托蘭斯縣的非建制地區。

## 歷史
普羅格雷蘇的郵局於1894年設立，其後於1930年停運。

## 地理
普羅格雷蘇所處的海拔為高於海平面1887米（即6191英呎），而該地所採用的時區為UTC-7，即北美山地时区（MST）。同時該地設有夏令時間，為UTC-7調快一小時，即UTC-6（MDT）。